# 발로란트 챔피언스 투어
발로란트 챔피언스 투어(VALORANT Champions Tour, 약칭 VCT)는 라이엇 게임즈가 주최하는 발로란트의 e스포츠 대회이다. 매해 개최되는 시즌은 발로란트 챔피언스에서 최종 결산하는 방식으로 이루어져 있다. VCT는 2020년 첫 연간 계획 발표, 2021년에 첫 대회를 개최했다.

## 역사

### 2021~2022: 공개 예선 구조
2020년 11월, 라이엇 게임즈는 챌린저스, 마스터스, 챔피언스의 세 가지 등급으로 나누어진 발로란트 e스포츠의 연간 계획인 발로란트 챔피언스 투어(VCT)를 발표했다. 챌린저스는 가장 하위 대회로 북아메리카, 브라질, 라틴아메리카, EMEA, 동남아시아, 대한민국, 일본의 7개 권역으로 나뉜다. 챌린저스 상위 팀은 국제 대회 격인 마스터스에 진출하고, 권역 구분 없이 최상위 16개 팀이 챔피언스에 진출한다.
2021년 2월, 라이엇 게임즈는 여성을 위한 별도의 대회인 VCT 게임 체인저스를 발표했다.

### 2023~현재: 파트너십 구조
2023시즌을 앞두고 라이엇 게임즈는 새로운 구조 도입을 발표했다. 이전 권역 구분을 아메리카(AMER), EMEA, 태평양(PAC)의 3개 권역으로 통폐합했다. 각 권역에는 챌린저스를 대체하여 마스터스와 챔피언스 진출을 위한 국제 리그가 개최된다.
2022년 9월 21일, 라이엇 게임즈는 파트너십에 선정된 권역 별 10개 팀, 총 30개 팀을 발표했다.
2024시즌을 앞두고 중국(CN)이 새로운 권역으로 합류했다.

## 대회 방식
대회 방식은 2024년 기준 발로란트 챔피언스 투어의 구조이다.
- 티어 1
  - 챔피언스
  - 최종 선발전
  - 마스터스
  - 국제 리그 (아메리카, EMEA, 태평양, 중국)
- 티어 2
  - 챌린저스
    - 챌린저스 스플릿
    - 챌린저스 어센션 (승강전)

  - 발로란트 챔피언스 투어 게임 체인저스
  - 프리미어

### 티어 1

#### 국제 리그
2023년 기준, 권역 별 10개 팀이 5년 동안 파트너 팀으로 선정되어 국제 리그 활동을 보장받는다. 비파트너 팀은 어센션을 통해서 승격해야 한다. 여러 챌린저스 최상위 팀이 각 권역에 어센션이 진출하고, 어센션 우승 팀은 향후 2년 동안 국제 리그 활동을 보장받는다. 국제 리그에 참여하는 팀은 국제 대회(마스터스, 챔피언스)에 출전할 수 있는 기회를 얻게 된다.
라이엇 게임즈는 2027년까지 최대 14개 팀이 각 권역 국제 리그에 참가하는 것을 목표하고 있다.
2023년 기준, 각 국제 리그 소속 팀은 아메리카 리그는 로스앤젤레스, EMEA 리그는 베를린, 태평양 리그는 서울에서 경기를 치른다.
| 아메리카 (Americas)                   | EMEA (EMEA)         | 태평양 (Pacific)    |
| 파트너 팀 (2023-27)                   | 파트너 팀 (2023-27) | 파트너 팀 (2023-27) |
| ------------------------------------- | ------------------- | ------------------- |
| 라우드                                | 팀 리퀴드           | 페이퍼 렉스         |
| NRG                                   | 프나틱              | DRX                 |
| 이블 지니어스                         | FUT e스포츠         | T1                  |
| 클라우드 나인                         | 나투스 빈체레       | Gen.G               |
| 레비아탄                              | 팀 바이탈리티       | 팀 시크릿           |
| 퓨리아 e스포츠                        | 자이언츠            | 제타 디비전         |
| 센티널즈                              | BBL e스포츠         | 렉스 리검 퀀        |
| 100 씨브즈                            | 팀 헤레틱스         | 글로벌 e스포츠      |
| 메이드 인 브라질                      | 코이                | 탈론 e스포츠        |
| 크루 e스포츠                          | 카민 코프           | 데토네이션 포커스미 |
| 어센션을 통해 승격한 팀 (비파트너 팀) |                     |                     |
| G2 e스포츠                            | 젠틀 메이트         | 블리드 e스포츠      |
| 투게임 e스포츠                        | 에이펙스            | 농심 레드포스       |

#### 차이나 리그
VCT 출범 이후, 중국에서 발로란트 게임 라이선스를 획득하지 못했음에도 불구하고, 라이엇 게임즈는 현지 제3자 조직의 대회를 통해서 중국 팀이 국제 대회(마스터스, 챔피언스)에 참가할 수 있도록 허용하여 중국에 대한 호의를 보였다.
2024시즌을 앞두고 중국 출시를 확정 지은 라이엇 게임즈는 국제 리그와 유사하거나 거의 동일한 형식으로 중국 단일 국가 대회를 직접 출범하고, 마스터스와 챔피언스에서 중국 팀만을 위한 시드 슬롯을 편성했다. 라이엇 게임즈는 또한, 2024시즌 마스터스 스테이지 2를 상하이에서 개최할 것을 예고했다.
| 파트너 팀 (2024-27)                   |
| ------------------------------------- |
| 올 게이머스                           |
| 빌리빌리 게이밍                       |
| 에드워드 게이밍                       |
| 펀플러스 피닉스                       |
| JD 게이밍                             |
| 노바 e스포츠                          |
| 타이루                                |
| 타이탄 e스포츠 클럽                   |
| 트레이스 e스포츠                      |
| 울브즈 e스포츠                        |
| 어센션을 통해 승격한 팀 (비파트너 팀) |
| 드래곤 레인저 게이밍                  |
| XLG e스포츠                           |

#### 마스터스
발로란트 챔피언스 투어 마스터스는 2021년부터 매년 2~3회 가량 개최하고 있는 국제 대회이다. 리그 오브 레전드 e스포츠의 미드 시즌 인비테이셔널(MSI)와 유사하며, 챔피언스 다음으로 중요한, 즉 두 번째로 중요한 티어 1 대회이다. 마스터스 진출 자격을 얻기 위해서는 각 권역의 국제 리그에서 상위권에 위치해야 한다.

#### 챔피언스
발로란트 챔피언스는 2021년부터 매년 한 차례씩 개최하고 있는 국제 대회로 각 시즌의 결산을 책임지는 국제 대회이다. 챔피언스에 진출한 팀은 발로란트 e스포츠의 세계 챔피언 타이틀을 놓고 경쟁한다. 리그 오브 레전드 e스포츠의 월드 챔피언십(Worlds, 롤드컵)과 유사하다.

### 티어 2 및 기타 대회

#### 챌린저스 및 어센션
비파트너 팀은 각 권역 국제 리그에 대한 승격 자격 대회인 어센션 진출을 위해서 챌린저스 대회에서 경쟁한다. 각 권역 어센션 우승 팀은 향후 2년 동안 국제 리그 활동을 보장받는다.
2023년 기준, 현재 3개의 권역에 걸쳐 23개의 챌린저스(지역)이 있다.

#### VCT 게임 체인저스
여성을 위한 대회이다. 각 지역 게임 체인저스에서 상위권을 차지한 팀은 게임 체인저스 챔피언십에 진출하여 게임 체인저스 부문 세계 챔피언 타이틀을 놓고 경쟁한다.

## 역대 대회 및 결과

### 국제 리그 및 차이나 리그 우승 팀
| 연도 | 회차 | 대회            | 아메리카   | EMEA          | 태평양       | 중국            |
| ---- | ---- | --------------- | ---------- | ------------- | ------------ | --------------- |
| 2023 | 1    | 2023            | 라우드     | 팀 리퀴드     | 페이퍼 렉스  | (출범 이전)     |
| 2024 | 2    | 2024 킥오프     | 센티널즈   | 카민 코프     | Gen.G        | 에드워드 게이밍 |
| 2024 | 3    | 2024 스테이지 1 | 100 씨브즈 | 프나틱        | 페이퍼 렉스  | 에드워드 게이밍 |
| 2024 | 4    | 2024 스테이지 2 | 레비아탄   | 프나틱        | Gen.G        | 에드워드 게이밍 |
| 2025 | 5    | 2025 킥오프     | G2 e스포츠 | 팀 바이탈리티 | DRX          | 에드워드 게이밍 |
| 2025 | 6    | 2025 스테이지 1 | G2 e스포츠 | 프나틱        | 렉스 리검 퀀 | XLG e스포츠     |
| 2025 | 7    | 2025 스테이지 2 | ?          | ?             | ?            | ?               |

### 어센션 우승 팀
| 연도 | 아메리카       | EMEA        | 태평양           | 중국                 |
| ---- | -------------- | ----------- | ---------------- | -------------------- |
| 2023 | 더 가드        | 젠틀 메이트 | 블리드 e스포츠   | 드래곤 레인저 게이밍 |
| 2024 | 투게임 e스포츠 | 에이펙스    | 신 프리사 게이밍 | XLG e스포츠          |

### 국제 대회 (마스터스 및 챔피언스)

#### 국제 대회 우승 기록
| 팀명            | 권역     | 챔피언스 횟수 | 마스터스 횟수 | 챔피언스 시즌 | 마스터스 시즌  |
| --------------- | -------- | ------------- | ------------- | ------------- | -------------- |
| 어센드          | EMEA     | 1             | 0             | 2021          |                |
| 라우드          | 아메리카 | 1             | 0             | 2022          |                |
| 이블 지니어스   | 아메리카 | 1             | 0             | 2023          |                |
| 에드워드 게이밍 | 중국     | 1             | 0             | 2024          |                |
| 센티널즈        | 아메리카 | 0             | 2             |               | 2021-2, 2024-1 |
| 갬빗 e스포츠    | EMEA     | 0             | 1             |               | 2021-3         |
| 옵틱 게이밍     | 아메리카 | 0             | 1             |               | 2022-1         |
| 펀플러스 피닉스 | 중국     | 0             | 1             |               | 2022-2         |
| 프나틱          | EMEA     | 0             | 1             |               | 2023           |
| Gen.G           | 태평양   | 0             | 1             |               | 2024-2         |
| T1              | 태평양   | 0             | 1             |               | 2025-1         |
| 페이퍼 렉스     | 태평양   | 0             | 1             |               | 2025-2         |

## 지역 목록
| 권역                | 지역                            | 챌린저스                                |
| ------------------- | ------------------------------- | --------------------------------------- |
| 아메리카 (AMERICAS) | 북미                            | 발로란트 챌린저스 북아메리카            |
| 아메리카 (AMERICAS) | 브라질                          | 발로란트 챌린저스 브라질                |
| 아메리카 (AMERICAS) | 라틴아메리카 북부               | 발로란트 챌린저스 라틴아메리카 북부     |
| 아메리카 (AMERICAS) | 라틴아메리카 남부               | 발로란트 챌린저스 라틴아메리카 남부     |
| EMEA (EMEA)         | 동유럽                          | 발로란트 챌린저스 동유럽                |
| EMEA (EMEA)         | 튀르키예                        | 발로란트 챌린저스 튀르키예              |
| EMEA (EMEA)         | 스페인                          | 발로란트 챌린저스 스페인                |
| EMEA (EMEA)         | 이탈리아                        | 발로란트 챌린저스 이탈리아              |
| EMEA (EMEA)         | 포르투갈                        | 발로란트 챌린저스 포르투갈              |
| EMEA (EMEA)         | 북유럽                          | 발로란트 챌린저스 북유럽                |
| EMEA (EMEA)         | 다흐 (독일, 오스트리아, 스위스) | 발로란트 챌린저스 DACH                  |
| EMEA (EMEA)         | MENA (중동 및 북아프리카)       | 발로란트 챌린저스 MENA                  |
| EMEA (EMEA)         | 프랑스                          | 발로란트 챌린저스 프랑스                |
| 태평양 (PACIFIC)    | 일본                            | 발로란트 챌린저스 재팬                  |
| 태평양 (PACIFIC)    | 한국                            | 발로란트 챌린저스 코리아                |
| 태평양 (PACIFIC)    | 태국                            | 발로란트 챌린저스 타일랜드              |
| 태평양 (PACIFIC)    | 인도네시아                      | 발로란트 챌린저스 인도네시아            |
| 태평양 (PACIFIC)    | 베트남                          | 발로란트 챌린저스 베트남                |
| 태평양 (PACIFIC)    | 대만                            | 발로란트 챌린저스 타이완 & 홍콩         |
| 태평양 (PACIFIC)    | 홍콩                            | 발로란트 챌린저스 타이완 & 홍콩         |
| 태평양 (PACIFIC)    | 말레이시아                      | 발로란트 챌린저스 말레이시아 & 싱가포르 |
| 태평양 (PACIFIC)    | 싱가포르                        | 발로란트 챌린저스 말레이시아 & 싱가포르 |
| 태평양 (PACIFIC)    | 필리핀                          | 발로란트 챌린저스 필리핀                |
| 태평양 (PACIFIC)    | 오세아니아                      | 발로란트 챌린저스 오세아니아            |
| 태평양 (PACIFIC)    | 남아시아                        | 발로란트 챌린저스 남아시아              |
| 중국 (CHINA)        | 중국                            | 빈칸                                    |